# Joseph Alvinczy von Berberek
Joseph Alvinczy Freiherr von Berberek (Berberek, 1º febbraio 1735 – Budapest, 25 novembre 1810) è stato un feldmaresciallo austriaco, spesso ricordato nei testi d'epoca come generale Alvinzi.

## Biografia
Entrò all'età di quindici anni in un reggimento di ussari e si distinse nel 1760 e nel 1762 come capitano e maggiore nella guerra dei sette anni in particolare a Torgau, Schweidnitz e nello scontro di Teplitz. Nei successivi anni di pace collaborò a mettere in pratica il nuovo regolamento delle esercitazioni militari progettato dal Lacy.
Combatté come colonnello nella guerra di successione bavarese. Come maggior generale fu nominato dall'imperatore Giuseppe II insegnante di tattica di suo nipote, il futuro Francesco II.
Dopo aver combattuto dinanzi a Belgrado e ottenuto il grado di luogotenente feldmaresciallo, condusse nel 1790 l'esercito appositamente costituito per reprimere la rivolta belga, ma una caduta da cavallo compromise la sua efficienza. Tornò a combattere solo due anni dopo contro i francesi ed al comando di una divisione si distinse a Neerwinden, Châtillon, Landrecy, Charleroi e Fleurus, ma fu sconfitto nel 1793 presso Hondschoote.
Comandante della campagna nel 1794 fu trasferito all'armata del Reno superiore e ricevette il comando supremo di tutte le truppe fra il Neckar e Costanza. Già dall'inizio della campagna però fu richiamato nel consiglio di corte. Dopo la ritirata di Beaulieu dalla Lombardia verso il Tirolo riordinò l'armata e preparò l'insurrezione in Tirolo. Nel tardo autunno del 1796 prese il comando dell'esercito in Italia. Cercando di soccorrere il generale Wurmser a Mantova, fu sconfitto da Napoleone il 15 novembre 1796 presso Arcole, e il 15 e 16 gennaio successivi presso Rivoli veronese. A causa di queste sconfitte Mantova cadde in mano francese e il comando passò all'arciduca Carlo. Successivamente divenne comandante in Ungheria e nel 1808 ricevette il grado di feldmaresciallo. Ottenne anche una signoria in Banato.